# Andrew Gleason
Andrew Gleason (anglès: Andrew Mattei Gleason)  (Fresno, 4 de novembre de 1921 - Cambridge, 17 d'octubre de 2008) va ser un matemàtic estatunidenc.

## Vida i obra
Tot i haver nascut a Califòrnia, Gleason va créixer al Bronx (Nova York) on va acabar els estudis secundaris el 1938. Es va graduar en matemàtiques a la universitat Yale el 1942 i, a continuació, va ingressar en la Marina dels Estats Units en la qual va treballar de criptoanalista per a desencriptar els missatges japonesos durant la Segona Guerra Mundial, activitat que va repetir durant la guerra de Corea (1950-1953). La seva activitat acadèmica va estar sempre lligada a la universitat Harvard: entre 1946 i 1950 com junior fellow i a partir de 1953 com a professor fins a la seva jubilació el 1992.
Gleason és recordat, sobretot, per haver demostrat el 1952 que tot grup localment euclidià és un grup de Lie, donant així resposta al cinquè problema de Hilbert. Però també va fer contribucions notables a les matemàtiques en diferents camps com les àlgebres de Banach i de Dirichlet, la matemàtica discreta o la teoria quàntica.

## Videografia
- NIM i altres jocs de grafs orientats (orig.NIM and Other Oriented Graph Games). Dir: Allan Hinderstein. Gui:  Andrew Gleason. Prod:  Richard G. Long. Mathematical Association of America- 1966. 63,50 minuts. (en anglès). [Consulta: 11 febrer 2023]